# El tren llegó puntual
El tren llegó puntual (en original Der Zug war pünktlich) es la primera novela publicada por el autor alemán Heinrich Böll. Data de 1949.

## Argumento
El libro está protagonizado por un soldado alemán, Andreas, que toma un tren desde París (Francia) a Przemyśl (Polonia). Se centra en la experiencia de soldados alemanes durante la Segunda Guerra Mundial en el frente oriental, donde la lucha es particularmente cruel e implacable; Böll había explorado la misma experiencia en El legado, que fue escrita en 1948 pero que se publicó más tarde.
En su camino al frente de guerra, conoce a otros dos alemanes con los que comienza un diálogo y una amistad a corto plazo. Conocerá también a Olina, una prostituta polaca, que ha estado trabajando para los partisanos antifascistas pero que se ha desilusionado con semejante actividad, viendo que con eso solo consigue empeorar los ciclos de violencia y agresión, más que salir de la belicosidad de la situación. Durante su viaje describe muy bien los horrores que los soldados atravesaron en el curso de la guerra, y el efecto que dejó en sus personas. Andreas tiene una actitud particularmente pasiva (algunos dirían que estoica) respecto a su implicación en el conflicto, y la inevitabilidad de la muerte (y la cuestión del destino) planea sobre la narrativa de manera trágica. Parece que la única opción real que se plantea en la novela, presentada ya desde el primer momento, es el lugar y la forma en que Andreas morirá en la guerra, más que la posibilidad de eludirlo. Este trágico destino parece que se puede evitar cuando conoce a Olina y planean huir a los Cárpatos, pero el destino inexorable no puede, a lo que se ve, evitarse. En este sentido, se puede poner esta obra en relación con la estructura de las antiguas tragedias griegas como la historia de Edipo.
En esta novela corta, Böll intenta seguir el desarrollo del estrés postraumático creado por el combate.
También hay una dimensión religiosa en la novela, dada la amistad de Andreas con un sacerdote llamado Paul. Justo antes del fatídico final, Andreas reflexiona «Oh, Dios, mi tiempo ha pasado y, ¿qué he hecho con él? Nunca he hecho nada que merezca la pena. Debo rezar, rezar por todos».
El libro fue traducido al inglés por Leila Vennewitz y al español por Julio Fernández-Yáñez.

## Ediciones en España
- El tren llegó puntual (1971, 1973, 1984) Salvat Editores, S.A.
- El tren llegó puntual (1972, 1982) Ediciones Destino
- El tren llegó puntual (2011) RBA Libros